# Npio娛樂
npio娛樂（韓語：앤피오 엔터테인먼트）是一間韓國經紀娛樂公司，主要從事演員經紀、影視製作等業務。npio為「no problem it's ok」的縮寫，2019年由前JYP娛樂副社長表宗錄成立，並獲得韓國影視製作公司SLL投資。

## 歷史
2019年7月1日，公司由JYP娛樂副社長表宗錄創立並擔任代表。同年9月1日，JYP娛樂演員部門的演員，部分協議終止合約可自行尋覓新公司；部份轉移到公司旗下，包括尹博、辛叡恩、申銀秀、姜勳、金東希、李施優，這六名演員在與JYP娛樂維持合約期間，與公司共同管理經紀業務。
2019年10月11日，表宗錄離開JYP娛樂。10月15日，JTBC Studio（現SLL）對公司投資，獲得公司28.03%股份。

## 旗下藝人
| - 姜勳 - 楊秉烈 - 金東希 - 李施優 - 崔倫齊 - 朴含 - 柳承秀 - 朴成炫（2024年—） | - 辛叡恩 - 黃寶凜星（2024年—） |

## 電視劇製作
- 2021年：《衣袖紅鑲邊》
- 2022年：《氣象廳的人們：社內戀愛殘酷史篇》
- 2023年：《歡迎來到王之國》、《走進你的時間裡》
- 2024年：《正年》
- 2025年：《濁流之爭》
- 待確定：《殭屍校園2》

## 过往藝人
- 尹博
- 申銀秀[8]

## 外部連結
- 官方网站
- Npio娛樂的Instagram帳戶
- Npio娛樂的X（前Twitter）
- YouTube上的Npio娛樂頻道